# Eskalacja uprawnień
Eskalacja uprawnień (ang. privilege escalation) – jedna z konsekwencji wykorzystania błędów w aplikacjach lub w systemach operacyjnych polegająca na zdobyciu uprawnień do zasobów, które w normalnym przypadku są dla atakującego niedostępne.
W przypadku systemów wieloużytkownikowych, jedną z form eskalacji uprawnień jest wykorzystanie błędów programistycznych w aplikacjach, które pracują z innymi uprawnieniami niż te, które posiada posługująca się nimi osoba. Są to zwykle usługi systemowe albo programy, których pliki wykonywalne mają ustawioną flagę setuid lub setgid, a ich właścicielem jest użytkownik o podwyższonych uprawnieniach – zwykle root. Inną, relatywnie często stosowaną techniką prowadzącą do eskalacji uprawnień, jest wykorzystanie błędów programistycznych w jądrze systemu operacyjnego.